# Mobilité Club France
 (novembre 2024).
Pour les articles homonymes, voir Automobile Club.
Mobilité Club France, anciennement Automobile Club Association, est une association française de défense des automobilistes fondée le 8 avril 1900 par Max Schutzenberger à Strasbourg, son nom était alors Automobile Club von Elsaß-Lothringen, automobile club d'Alsace-Lorraine. Premier Automobile Club français, tant par sa couverture géographique que par le nombre de ses adhérents[réf. nécessaire], il entend regrouper, représenter et défendre les intérêts des automobilistes et des usagers de la route.

## Histoire

### Historique

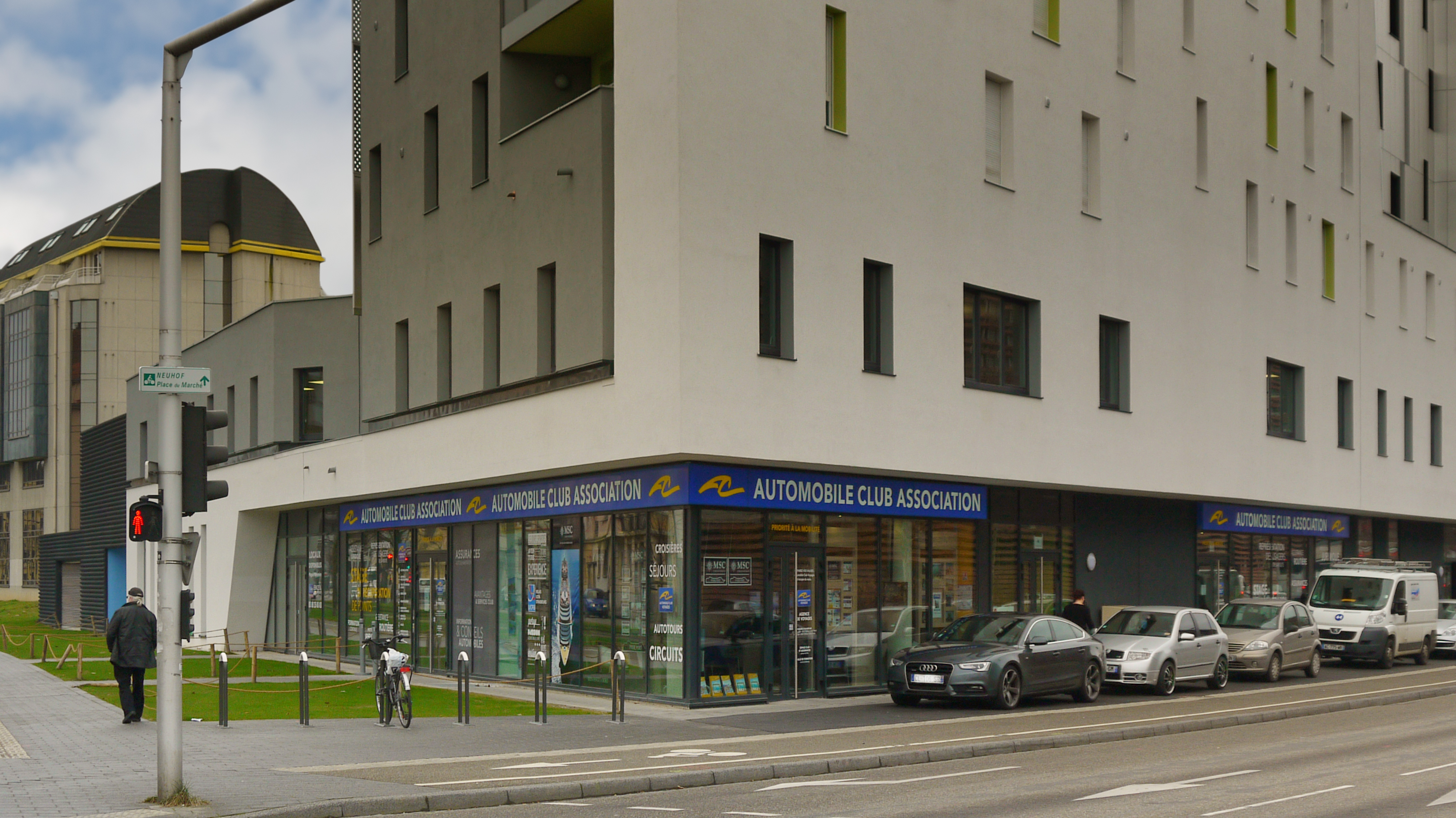
Siège de l'Association à Strasbourg.

L’ «Automobile Club von Elsass Lothringen » est créée le 8 avril 1900 par Max Schutzenberger  à Strasbourg, avec pour but d’encourager le développement de la circulation, du tourisme et de l’industrie automobile. En 1902, le permis de conduire est introduit en Alsace, et l’association a alors pour mission de faire passer l’épreuve aux candidats (les membres s’en chargent) et de délivrer le précieux document.
Après la première Guerre mondiale, le club devient « l’Automobile Club d’Alsace Lorraine » et compte alors 108 membres. En 1921 l’association devient l’Automobile Club d’Alsace (A.C.A.) et devient membre de la Fédération Nationale des Automobiles Clubs de France.
En 1939 l’A.C.A. s’installe 5 avenue de la Paix à Strasbourg, mais à la fin de la seconde Guerre mondiale, l’Automobile Club d’Alsace a tout perdu et doit repartir de zéro.
L’Automobile Club des Vosges et l’Automobile Club Franche-Comté rejoignent l’Automobile Club d’Alsace en 1993. En 2001, le regroupement de l’Automobile Club d’Alsace, Vosges, Belfort avec les Automobiles Clubs Comtois, de Bourgogne, de Paris – IDF, de Champagne-Ardenne, du Rhône et du Forez donne naissance à l’Automobile Club Action Plus (ACA+).
Plusieurs autres Automobiles Clubs rejoignent l’ACA+ par la suite (les Automobiles Clubs de l’Ain et du Loiret, de Normandie et d’Auvergne).
En janvier 2009, ACA+ et la FFAC (Fédération Française des Automobile Clubs) fusionnent, et l'Automobile Club Action + devient "L'Automobile Club - Association française des automobilistes".
Le 4 novembre 2013[réf. nécessaire], l'Automobile Club Association quitte le siège historique de l'avenue de la Paix pour s'installer 38 avenue du Rhin à Strasbourg.
En 2023, l'Automobile Club Association devient Mobilité Club France.

### Chronologie
- 8 avril 1900 : création de l’ «Automobile Club von Elsass Lothringen » par Max Schutzenberger  à Strasbourg. But de l’association à l’époque : encourager le développement de la circulation, du tourisme et de l’industrie automobile.
- 22 juillet 1900 : première manifestation du club, une course sur l’itinéraire Strasbourg-Kehl-Kappelen-Rhinau-Strasbourg, remportée par le baron de Turckheim sur une voiture De Dietrich à la moyenne de 59,9 km/h.
- 1902 : 49 membres, le club a pour mission de délivrer le permis de conduire qui vient d’être introduit en Alsace. Ce sont les membres de l’association qui font alors passer les épreuves aux candidats
  - 1er salon « régional » de la voiture, une dizaine d’exposants présentent 25 modèles.
  - L’association délivre des certificats de douane, triptyques et plaques d’immatriculation,…
  - Création de la branche Tourisme : une excursion a lieu chaque mois.
- 1903 : 95 membres.
- 1918 : nouveau nom, « l’Automobile Club d’Alsace Lorraine », 108 membres.
- 1921 : comme il existe déjà un Automobile Club de Lorraine, un nouveau nom est adopté : « A.C.A., Automobile Club d’Alsace ». Les locaux se situent alors au 6 quai de Paris à Strasbourg. A.C.A. devient membre de la Fédération Nationale des Automobiles Clubs de France.
- 1932 : d’autres clubs cherchent à concurrencer l’A.C.A mais elle reste le seul club autorisé à délivrer le permis de conduire (2 inspecteurs sont engagés pour faire passer les épreuves aux candidats).
- 1930 : des bureaux sont ouverts à Colmar et Mulhouse.
- 1939 : 5000 membres et de nouveaux locaux, 5 avenue de la Paix à Strasbourg.
  - Au lendemain de la Seconde Guerre Mondiale, l’Automobile Club d’Alsace n'a plus rien car son immeuble, réquisitionné par les troupes allemandes, a été dévasté.
- 1946 : 1000 membres, cette chute brutale du nombre de membres s'explique par la guerre qui a fait repartir à zéro le nombre d'adhérents.
- 1947 : 3000 membres et organisation de la grande épreuve strasbourgeoise, le « Circuit automobile international de vitesse de Strasbourg ».
- 20 mars 1954 : 1er centre mobile de sécurité.
- 1964 : 31 000 membres.
- 1992 : Ouverture des premiers Contrôles Techniques Automobile Club
- 1993 : l’Automobile Club des Vosges et l’Automobile Club Franche-Comté rejoignent l’Automobile Club d’Alsace.
- 1er janvier 2002 : Naissance de l'Automobile Club Action +, né du regroupement de l’Automobile Club d’Alsace, Vosges Belfort avec l’Automobile Club Comtois et l’Automobile Club de Bourgogne.
- 1er juillet 2002 : les Automobile Clubs de Paris – IDF et de Champagne-Ardenne rejoignent ACA+
- 1er janvier 2003 : les Automobile Clubs du Rhône et du Forez rejoignent ACA+
- 1er janvier 2005 : les Automobiles Clubs de l’Ain et du Loiret rejoignent ACA+.
- 2006 : l'Automobile Club de Normandie rejoint ACA+.
- 2008 : l'Automobile Club d'Auvergne rejoint ACA+.
- 1er novembre 2008 : Fusion d’ACA+ et de la Fédération Française des Automobiles Clubs et des Usagers de la Route (FFACUR), présidée par Christian Gerondeau. ACA+ devient alors « L’Automobile Club – Association Française des Automobilistes »[1].
- Au 31 décembre 2009, L'Automobile Club, Association Française des Automobilistes indique avoir franchi le cap des 425 000 adhérents.[réf. nécessaire].
- Mars 2010 : 500 000 adhérents[réf. nécessaire]
- Novembre 2010 : 600 000 adhérents[réf. nécessaire]
- Novembre 2011 : L’Automobile Club, Association Française des Automobilistes, choisit pour mieux communiquer de s'exprimer par son diminutif : Automobile Club Association (ACA) et se dote d'un nouveau logo.
- Octobre 2012 :  731 579 adhérents[réf. nécessaire]
- 2013 : 755 660 adhérents[2]. Déménagement du Siège historique de l'Automobile Club Association au 38 avenue du Rhin à Strasbourg.
- 2015 : 838 832 adhérents[2]
- 2016 : 928 587 adhérents[2]
- 2017 : 1 152 531 adhérents[2]
- 2023 : l'Automobile Club Association devient Mobilité Club France

## Missions
Mobilité Club France a pour objet statutaire :
- de favoriser la prévention des accidents de la circulation, de combattre la délinquance routière, d'assister les victimes des accidents de la route, et de promouvoir activement la sécurité routière
- de représenter les usagers de la route auprès des pouvoirs publics, des autorités et autres organismes
- de défendre les intérêts collectifs de ses membres et des consommateurs

Mobilité Club France se présente comme étant une structure apolitique, intervenant sur tous les sujets touchant la mobilité et la sécurité routière, que ce soit au niveau local, national ou international.

## Galerie

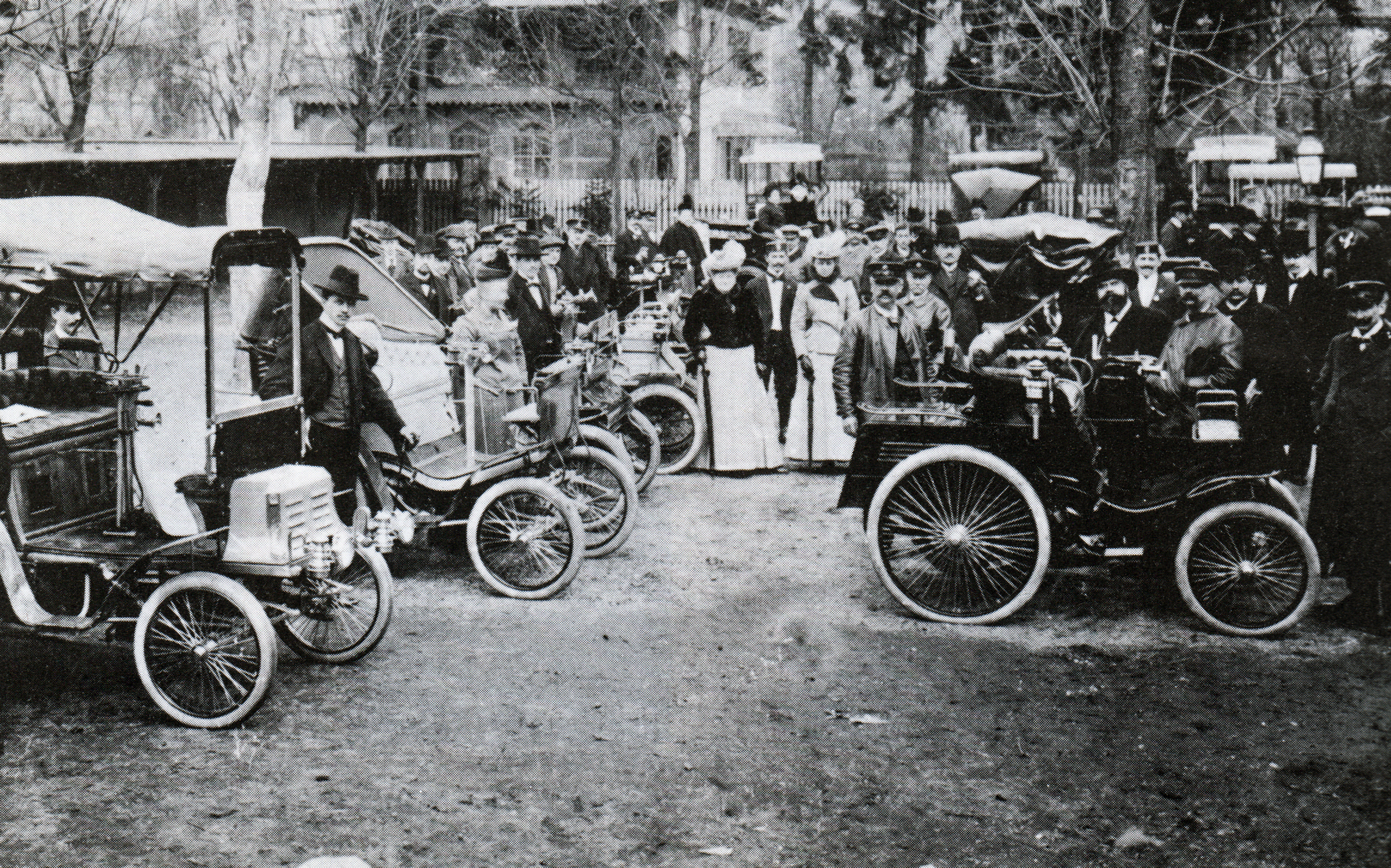
Fondateurs de l'Automobile Club Association en 1900
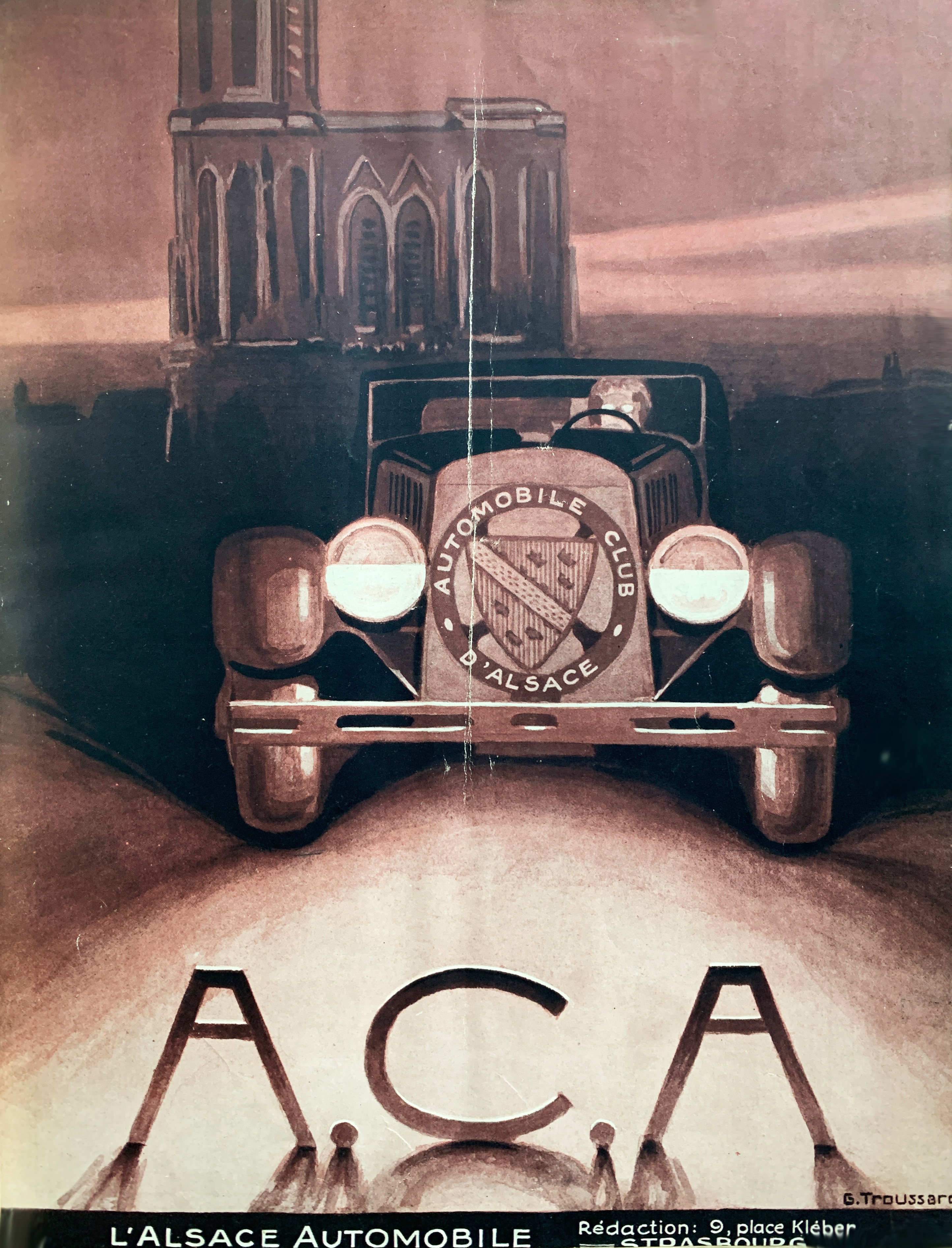
Couverture Alsace Automobile 1er février 1927
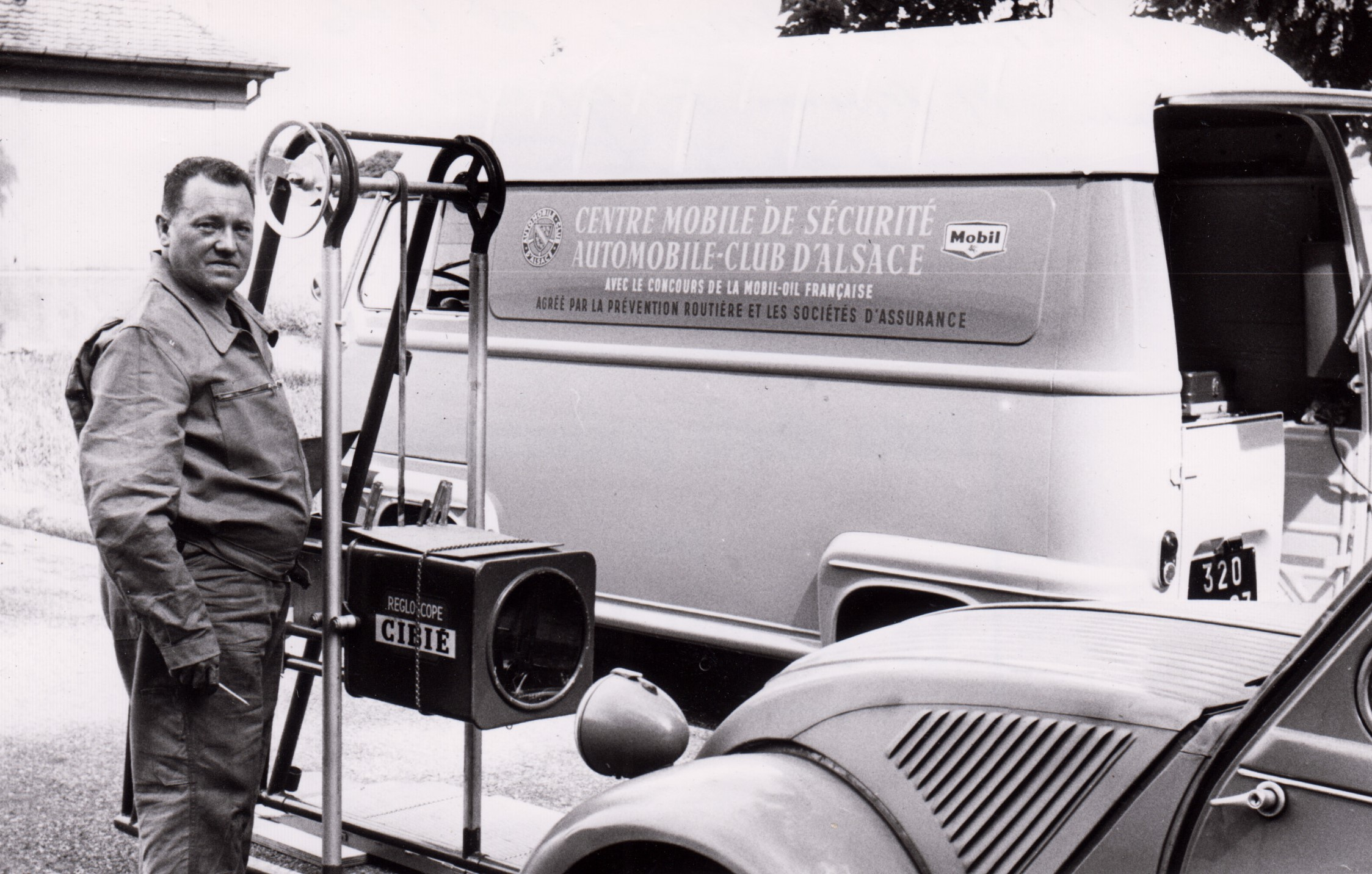
Centre mobile de sécurité en juillet 1965
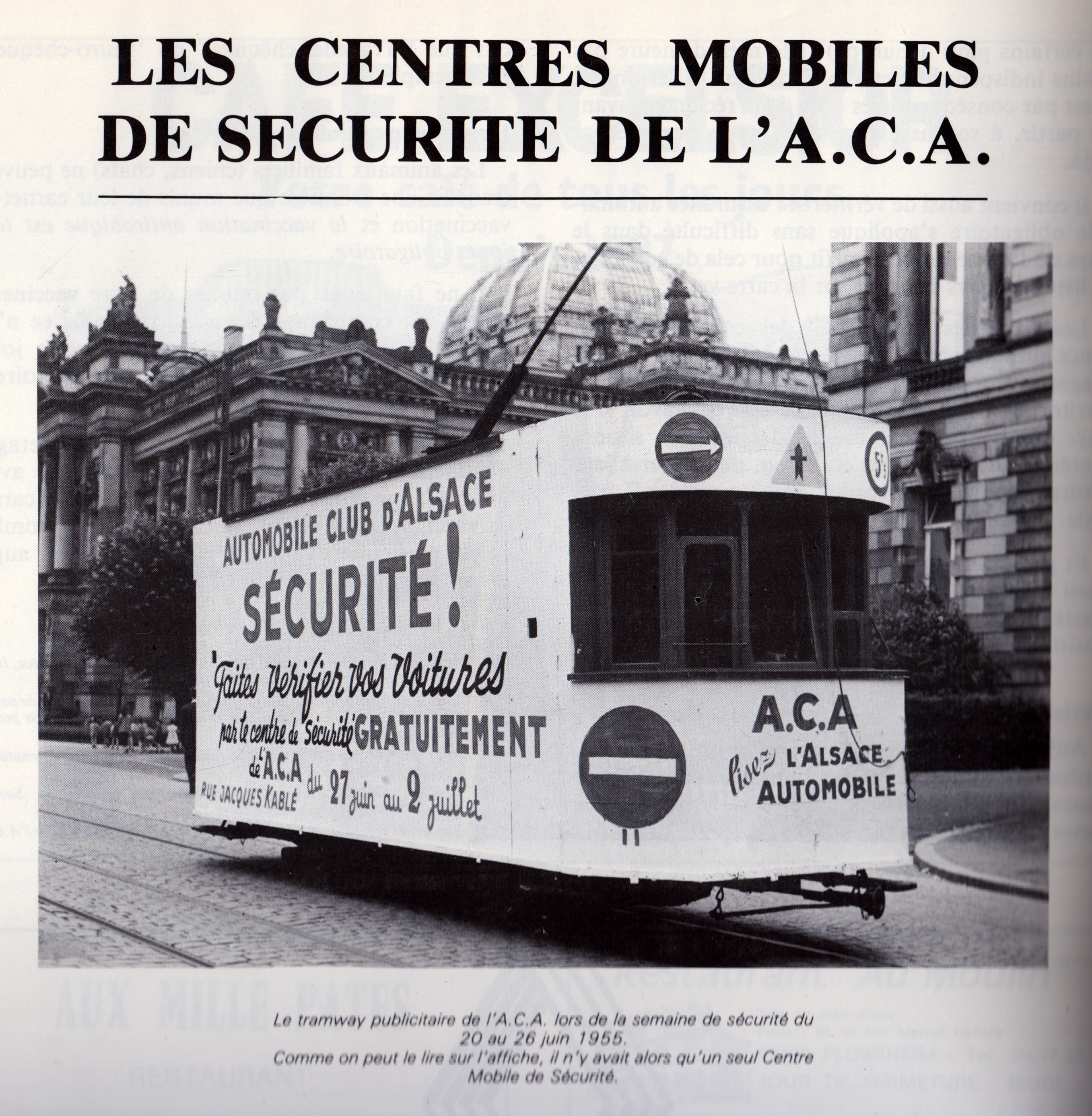
Pub centre mobiles de sécurité
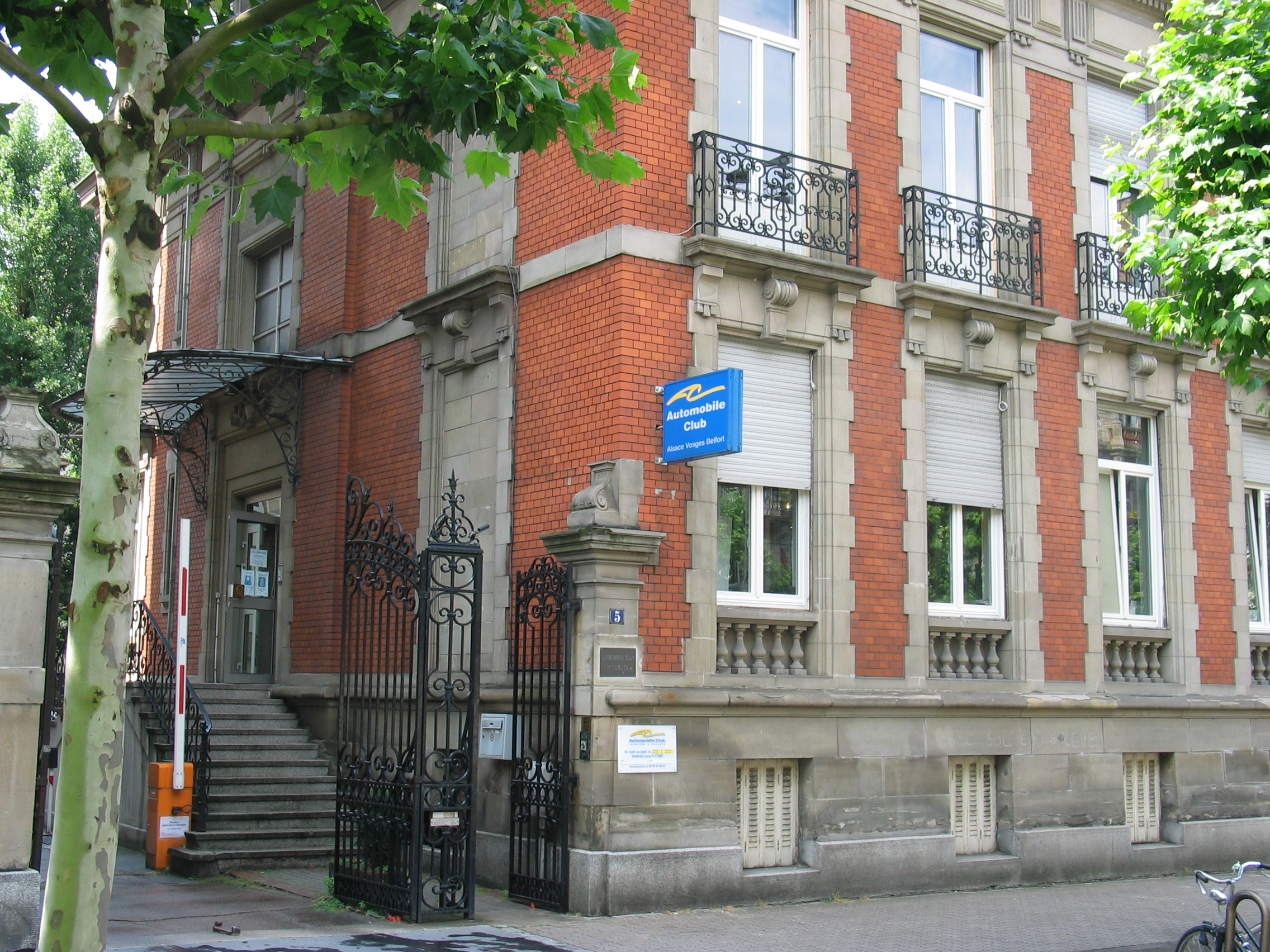
Ancien siège de l'Automobile Club situé au 5 Avenue de la Paix à Strasbourg
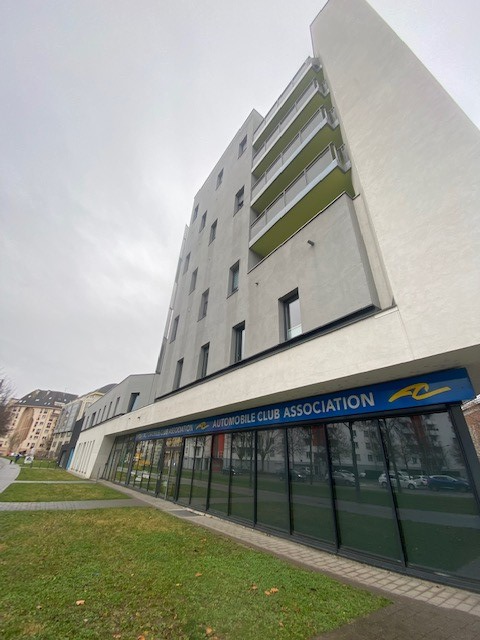
Siège actuel situé Avenue du Rhin à Strasbourg

## Présidents
- 1900 - 1902 : Max Schutzenberger
- 1902 - 1926 : Léon Schlumberger
- 1926 - 1934 : Charles de Lapre
- 1934 - 1939 : Fernand Herrenschmidt
- 1939 - 1945 : Emile Henry
- 1945 - 1964 : Paul Ernest Koenig
- 1964 - 1996 : Louis Charles Bollecker
- 1996 - actuellement : Didier Bollecker